# 大西洋青鱗魚
大西洋青鱗魚為輻鰭魚綱鲱形目鲱科的其中一種，分布於西大西洋區，從美國紐澤西州至巴西南部海域，棲息深度可達22公尺，體長可達21.2公分，棲息在沿海海域，成群活動，可做為食用魚。

## 擴展閱讀
維基物種上的相關：大西洋青鱗魚